# 官方保密法案
官方保密法案（英語：Official Secrets Act），又稱為官方保密法（新加坡）或官方機密法令（馬來西亞），是香港、印度、愛爾蘭共和國、緬甸、馬來西亞、新加坡、英國等國家或地區用於規範與保護政府機密和官方資訊的法規，涉及許多國家安全。加拿大和紐西蘭也曾設立此類法規。

## 列表

### 澤西
- 1952年官方機密（澤西島）法令（英语：Official Secrets (Jersey) Law 1952）

### 印度
- 1923年官方機密法令（英语：Official Secrets Act 1923）

### 紐西蘭
- 1951年官方機密法令（英语：Official Secrets Act 1951）[1]

### 愛爾蘭共和國
- 1963年官方機密法令[2]

### 新加坡
- 新加坡的官方保密法規名為《官方機密法》，根據其2012年修訂版第213節（Cap. 213, 2012 Rev. Ed.）規定：禁止披露官方文件及信息[3][4]。在1935年時，該法原名為《官方機密條例》（Official Secrets Ordinance）[5]。新加坡《官方機密法》第五章中還規定：禁止散布被政府視為敏感之信息[6][7][8]。

### 英國
- 1889年官方機密法令（英语：Official Secrets Act 1963）
- 1911年官方機密法令
- 1920年官方機密法令（英语：Official Secrets Act 1920）
- 1939年官方機密法令（英语：Official Secrets Act 1939）
- 1989年官方機密法令（英语：Official Secrets Act 1989）

在英國，需要經手或處理敏感資訊的人，通常必須簽署一份聲明，以表示願意遵守《官方機密法令》。這個手續常被稱為「簽字遵守官方機密法令」（Signing the Official Secrets Act）不過，由於《官方機密法令》是一種法律而非合約，因此不論個人簽屬與否，皆對其有效，簽署這一個動作僅是提醒人們有保密的義務。因此，諸如英國MI5和MI6等涉及機密任務者，在執行任務前後簽署相關遵守聲明是十分的常見。

#### 其他相關法令
除了《官方機密法令》以外，根據1957年海軍紀律法令規定，在皇家海軍船艦上或海外基地從事間諜行為者，將面臨無期徒刑等處罰。在1981年以前，最高可判處死刑。

### 加拿大
- 1890年，加拿大將英國的1889年官方機密法令（英语：Official Secrets Act 1889）部分內容稍加修改後通過並施行。1892年，該法成為加拿大《刑事法典》的一部分。
- 加拿大1939年國家機密法案（英语：Official Secrets Act (Canada) 1939）參考英國1911年和1920年國家機密法案，取代了刑法中相關的條文規定。曾在1950、1967、1970和1973年通過修訂案。
- 1981年，加拿大下議院通過了加拿大最後一部官方機密法令（英语：Official Secrets Act (Canada) 1981）。
- 2001年，資訊安全法案（英语：Security of Information Act）通過並取代國家機密法案。

基於國家機密法案的訴訟案總共有22件，其一半以上與古琴科事件有關。1989年，斯蒂芬·約瑟·拉特凱對在紐芬蘭阿真舍海軍基地的聲波監聽系統網路從事間諜行為而被依國家機密法案起訴。

### 香港
- 官方機密條例（Official Secrets Ordinance）

### 馬來西亞
- 1972年官方机密法令（英语：Official Secrets Act 1972）

## 其他國家的相關保密法規
國家機密法案一詞也能用於指稱其他國家類似性質的法規。加拿大為了在911事件後取代用詞模糊的國家機密法案，而於2001年發布類似性質的資訊安全法案。
雖然美國的1917年間諜法有類似的內容，但並沒有廣泛的國家機密法規。雖然間諜法的部分內容因為美國憲法第一修正案而被最高法院判為違憲（參見美利堅合眾國訴進步案、布蘭登伯格訴俄亥俄州案和紐約時報訴合眾國案）。美國法典第18编 § 第798節制定於1951年，規定任何散布加密資料、間諜行為或違法監視等等行為皆是違法行為，法規內容與國家機密法案相似。
愛爾蘭共和國的1963年國家保密法案（页面存档备份，存于）取代了英國在1911年和1920年設立的相關法規。經修正的國家保密法案適用於所有公務員和愛爾蘭共和國國內任何人。
在馬來西亞，1972年時，政府發布了官方機密法令，禁止任何人收集、擁有和散布任何機密文件。但是機密文件的判定卻不需經過司法覆核，任何違反法令者將面臨1－7年的有期徒刑，也因此該法常被用來壓制異議並扼殺反貪腐活動。

## 註腳
1. ↑  This Act was repealed by section 51 （页面存档备份，存于） of the Official Information Act 1982 with effect from 1 July 1983 (s.1(2) （页面存档备份，存于）)
2. ↑  . electronic Irish Statute Book. Government of Ireland.   [4 May 2017]. （原始内容存档于2019-05-14）.
3. ↑  . Government of Singapore.   [2019-05-14]. （原始内容存档于2017-11-13）.
4. ↑  Tan, Kevin Y.L. . Alphen aan den Rijn, The Netherlands: Kluwer Law International. 2011. ISBN 9789041136282.
5. ↑  . ResearchGate.   [2019-05-14]. （原始内容存档于2017-11-13） （英语）.
6. ↑  .   [2019-05-14]. （原始内容存档于2016-10-06）.
7. ↑  .   [2019-05-14]. （原始内容存档于2019-05-14）.
8. ↑  . www.todayonline.com. 14 November 2017  [2019-05-14]. （原始内容存档于2019-05-14）. OSA “covers more than just information that is secret”, media law experts pointed out. “As long as the information in the latter category has one of the connecting factors mentioned, such as if it has been obtained by someone due to his position holding office under the Government, then it will be protected by the Act even if it is not secret,”
9. ↑  . 劍橋字典線上版.   [2019-06-25]. （原始内容存档于2022-05-04）.
10. ↑  .   [2008-01-15].
11. ↑  Don Butler. . 省報（英语：The Province）. 2006-10-19  [2008-01-15]. （原始内容存档于2007-03-08）.
12. ↑  Pauline Puah. . 今日大馬. 2006-09-19  [2019-05-14]. （原始内容存档于2006-11-29）.

## 外部連結及相關著作

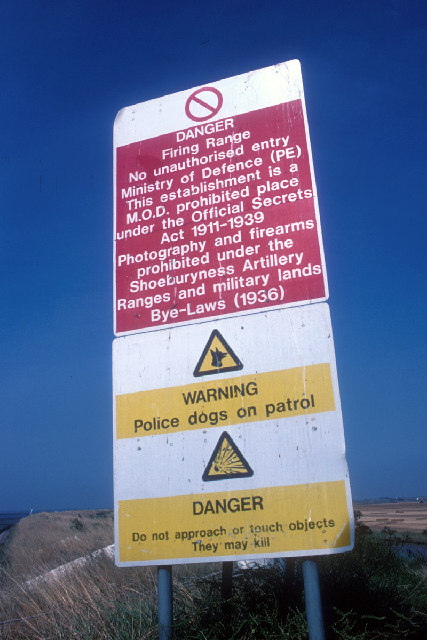
根據英國1911年國家機密法和1939年國家機密法案而設立的警告標語，位於艾塞克斯郡孚内斯岛

- Troubled history of Official Secrets Act（页面存档备份，存于），英國廣播公司新聞網
- 加拿大的資訊安全法案（页面存档备份，存于）
- Christopher Moran, Classified: Secrecy and the State in Modern Britain (Cambridge: Cambridge University Press, 2012).